# Северодонецкий троллейбус
Северодонецкий троллейбус (укр. Сєвєродонецький тролейбус) — вид общественного транспорта города Северодонецка.Троллейбусное движение в Северодонецке открыто 1 января 1978 года. Северодонецкая  троллейбусная система  является  201-й в мире, 129-й в СССР и 36-й в Украине.  До 27 февраля 2022 года северодонецкие троллейбусы работали на 6 городских маршрутах, охватывающих  все части города. Однако c 27 февраля 2022 года  в результате боевых действий движение было полностью прекращено на неопределённый срок, а троллейбусная инфраструктура получила сильные повреждения.

## Оплата проезда
Пассажиры троллейбуса оплачивают проезд путём покупки абонементного талона у кондуктора или оплачивают проезд бесконтактно через NFC терминал в салоне подвижного состава. Право бесплатного проезда есть у пенсионеров и граждан льготных категорий.
Стоимость проезда в троллейбусах составляет 6 гривень.
- С 1978 по 1998 год оплата проезда осуществлялась путём покупки абонементного талона на остановочных павильонах, во всех торговых точках киоска «Союзпечати», на автовокзале и в кассах аэропорта.
- С 1998 года пассажиры троллейбуса оплачивают проезд путём покупки разового билета у кондуктора.

## Маршруты до начала боевых действий
| Маршрут | Описание маршрутов                                                                                               |
| ------- | --- |
|         | «Озёрная» — «Заводоуправление» (в час пик до Кольцевой (комбинат «Азот»))                                        |
|         | СТУ — «Заводоуправление» (в час пик до Кольцевой (комбинат «Азот»))                                              |
|         | СПЗ (новые площади) — «Заводоуправление» (в час пик до Кольцевой (комбинат «Азот»))                              |
|         | СТУ — ул.Автомобильная (некоторые рейсы с пометкой «А» до остановки «Аммика»; в час пик до остановки «Северная») |
|         | СТУ — ДК Химиков                                                                                                 |

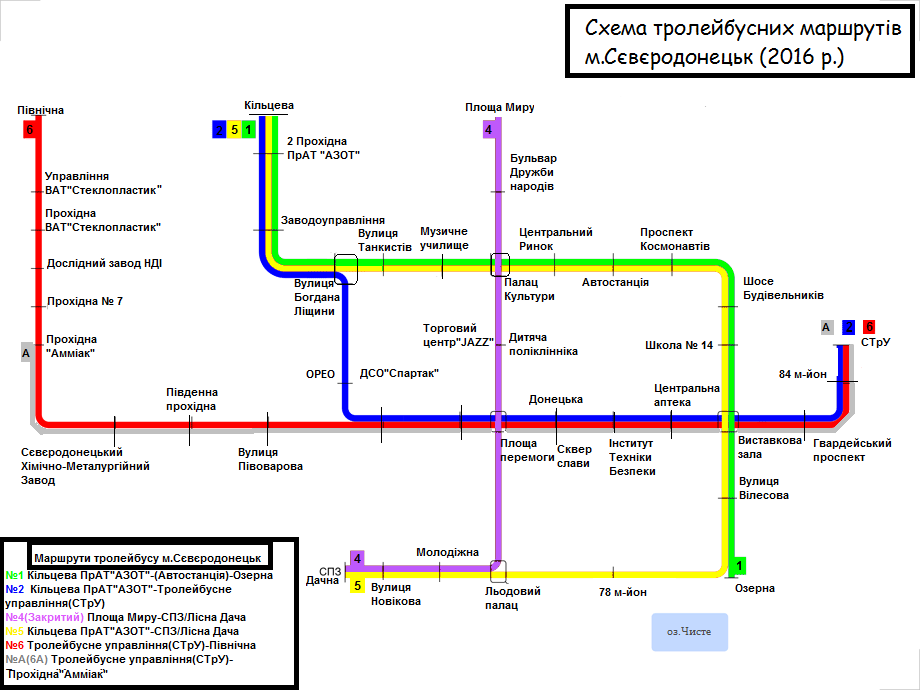
Схема троллейбусных маршрутов г. Северодонецка

- Максимальное число маршрутов было 7 (с 1991 по 1993 год)

## Планировавшиеся маршруты
В советское время существовали планы развития и строительства новых линий. В 1990-м году проектировались следующие маршруты:
| Маршрут | Описание маршрутов                   |
| ------- | ------------------------------------ |
| № 3     | Северодонецк — Лисичанск             |
| № 10    | Северодонецк — Рубежное              |
| № 7     | Автовокзал — Аэропорт                |
| № 8     | ГИАП — пос. Щедрищево                |
| № 9     | СПЗ — пгт. Метёлкино — пгт. Вороново |

- № 3 — междугородный маршрут «Северодонецк — Лисичанск», планировался в связи с планами строительства железнодорожного вокзала в Северодонецк. Ожидается что маршрут пустят в Декабре 2021 года. Троллейбусный парк Северодонецка в 2021 году купил первый троллейбус с увеличенным автономным ходом[3]. В ноябре была начата обкатка маршрута[4].

## Описание маршрутов
Маршрут № 1
Начало на троллейбусном кольце «Озёрная», далее по ул. Курчатова к «Хитрому» рынку, по ул. Курчатова до шоссе Строителей, по шоссе до автовокзала и по проспекту Химиков до центрального рынка, далее по проспекту до ДК Строителей, до «Азота» и второй проходной, конечная остановка «Кольцевая».
Маршрут № 2
Начало — Северодонецкое ТУ (СТУ), далее следует по ул. Вилисова до Гвардейского проспекта, по проспекту до «Хитрого» рынка (ул. Курчатова), дальше кафедральный собор, институт, сквер Славы, площадь Победы (ТЦ «Мир»), ТЦ «Городок», остановка «МРЭО», затем ДОК, «Заводоуправление», вторая проходная «Азота», конечная остановка «Кольцевая».
Маршрут № 3 (1980—1993) — закрыт
От новых площадей Северодонецкого приборостроительного завода (СПЗ), после этого по проспекту Центральный (ранее Советский) до Гвардейского проспекта (остановки «пл. Победы», «Импульс»), далее ТЦ «Городок» (ранее Агентство Аэрофлота), остановка «МРЭО» (ранее Автобаза), затем ДОК, «Заводоуправление», вторая проходная «Азота», конечная остановка «Кольцевая».
Маршрут № 4 (1984—2018) — закрыт
От новых площадей Северодонецкого приборостроительного завода (СПЗ), после этого по проспекту Центральный (ранее Советский) до пл. Победы (ТЦ «Мир»), кинотеатр «Современник», ДК Строителей, коллегиум, площадь Мира, ДК «Химиков».
Маршрут № 5
СПЗ (новые площади), ул. Новикова, Ледовый дворец, по ул. Новикова мимо ТЦ «Амстор», троллейбусное кольцо «Озёрная», далее по ул. Курчатова к «Хитрому» рынку, по ул. Курчатова до шоссе Строителей, по шоссе до автовокзала и по проспекту Химиков до центрального рынка, далее по проспекту до ДК Строителей, до «Азота» и второй проходной, конечная остановка «Кольцевая».
Маршрут № 6
СТУ, далее по ул. Вилисова до Гвардейского проспекта, вдоль по проспекту до «Хитрого» рынка (ул. Курчатова), дальше кафедральный собор, институт, сквер Славы, площадь Победы (ТЦ «Мир»), ТЦ «Городок», очистные «Нопс», «Южная проходная», после этого Северодонецкий химико-металлургический завод (СХМЗ), дальше «Аммиак», «Цех себациновой кислоты», «7-я проходная», «Опытный завод», «Стеклопластик» и конечная остановка «Северная» (ЖБИ).
Маршрут № А (6А)
СТУ, далее по ул. Вилисова до Гвардейского проспекта, вдоль по проспекту до «Хитрого» рынка (ул. Курчатова), дальше кафедральный собор, институт, сквер Славы, площадь Победы (ТЦ «Мир»), ТЦ «Городок», очистные «Нопс», «Южная проходная», СХМЗ, конечная остановка «Аммиак».
Маршрут № 7 (1990—1993) — закрыт  
СПЗ (новые площади), Ледовый дворец,  проспект Центральный (ранее Советский) до Гвардейского проспекта (остановки («пл. Победы», «Импульс»), далее ТЦ «Городок», очистные «Нопс», «Южная проходная», после этого Северодонецкий химико-металлургический завод (СХМЗ), дальше «Аммиак», «Цех себациновой кислоты», «7-я проходная», «Опытный завод», «Стеклопластик» и конечная остановка «Северная» (ЖБИ).
Маршрут № 8
СТУ, далее по ул. Вилисова и Гвардейскому проспекту,далее по ул. Курчатова , троллейбусное кольцо «Озёрная» ,ул. Новикова, проспект Центральный, пл. Победы (ТЦ «Мир»), кинотеатр «Современник», ДК Строителей, коллегиум, площадь Мира, ДК «Химиков».

## История маршрутов троллейбуса
С июня 2019 маршруты 1,2 и 5 были сокращены до заводоуправления (1 проходной "Азота"), но в часы пик едут до Кольцевой (2 проходная "Азота")
№ 1
(с 1 января 1978 по 25 мая 1978 года)
- Автовокзал — Комсомольский просп. — ост. Кольцевая СПО «АЗОТ»

(с 25 мая 1978 по 1 августа 1980 года)
- Поликлиника СПЗ (ныне Поликлиника № 2) — Комсомольский просп. — ост. Кольцевая СПО «АЗОТ»

(с 1 августа 1980 года)
- Чистое озеро (ныне Озёрная) — Комсомольский просп. (ныне просп. Химиков) — ост. Кольцевая СПО «АЗОТ»

(с 3 ноября 2019 года) действует как  укороченный  и работает в межпик
- Чистое озеро (ныне Озёрная) —  проспект  Химиков — ост. Заводоуправление

№ 2
(с 16 мая 1979 года)
- Троллейбусное управление — Гвардейский просп. — ост. Кольцевая СПО «АЗОТ»

(№ 3)
(с 19 июля 1980 по 10 февраля 1983 года.)
- Троллейбусное управление — Гвардейский просп. — Ледовый дворец — ост. Кольцевая СПО «АЗОТ»

(с 10 Февраля 1983 по 25 мая 1985 года.)
- Ледовый дворец — Гвардейский просп. — ост. Кольцевая СПО «АЗОТ»

(с 25 мая 1985 по 7 ноября 1988 года.)
- СПЗ — ул. Новикова — Гвардейский просп. — ост. Кольцевая СПО «АЗОТ»

(с 7 ноября 1988 по 16 июля 1993 года)
- Троллейбусное управление —— ул. Курчатова — ул. Новикова — Советский просп. — Гвардейский просп. — ост. Кольцевая СПО «АЗОТ»

№ 4
(с 6 мая 1984 по 25 мая 1985 года)
- Ледовый Дворец — Советский просп. — ДК Химиков

(с 25 мая 1985 по 29 сентября 2018 года)
- СПЗ — Советский просп. — ДК Химиков

№ 5
(с 25 мая 1985 по 30 апреля 1995 года)
- СПЗ — ул. Новикова — ул. Курчатова — Ворошиловградское шоссе (ныне шоссе Строителей) — Автовокзал

(с 30 апреля 1995 года)
- СПЗ — ул. Новикова — ул. Курчатова — шоссе Строителей — Автовокзал —  просп. Химиков — ул. Пивоварова — ост. Кольцевая СПО «АЗОТ»

(с 3 ноября 2019 года)
- СПЗ — ул. Новикова — ул. Курчатова — шоссе Строителей — Автовокзал — проспект  Химиков — ост. Заводоуправление

№ 6
(с 16 августа 1986 по 10 ноября 1989 года)
- Троллейбусное управление — Гвардейский просп. — СХМЗ — «Аммиак».

(с 10 ноября 1989 года)
- Троллейбусное управление — Гвардейский просп. — СХМЗ — «Аммиак» — Опытный завод — «Стеклопластик» — Северная «Стеклопластик».

(с 3 ноября 2019 года)действует как  укороченный  и работает в межпик
- Троллейбусное управление — Гвардейский просп. — ул. Автомобильная)

№ А (6А)
В 90-е годы использовался в «часы пик» как № 6А («Аммиак») — укороченный маршрут № 6. В последующие годы стал де факто одним из маршрутов города, де юре таковым в регистре маршрутов не значится.
(с 8 июня 1996 года)
- Троллейбусное управление — Гвардейский просп. — СХМЗ — «Аммиак».

(№ 7)
(с 20 февраля 1990 до 1 сентября 1993 года)
- СПЗ — Ледовый дворец — Гвардейский просп. — СХМЗ — «Аммиак» — Опытный завод — «Стеклопластик» — Северная «Стеклопластик».

№ 8
(с 27 июля 2019 года)
- Троллейбусное управление — ул. Курчатова — ул. Новикова — Центральный просп. — ДК Химиков

## История троллейбуса
1 января 1978 года по улицам Северодонецка проехал первый троллейбус. Первым стал маршрут от ул. Призаводской (Пивоварова) до Автовокзала, по нему курсировали пять троллейбусов. С 1979 года троллейбусная сеть динамично развивалась и ныне покрывает весь город. К концу 1979 года в парке было 45 машин ЗИУ-682В. Были пущены троллейбусы по маршруту № 1 (СПО «АЗОТ» — Чистое озеро) и по маршруту № 2 (кольцо-депо СТУ —СПО «АЗОТ»).
В 1980 году был открыт маршрут № 3 (СПЗ — СПО «АЗОТ»). В 1984 году в парке уже было 66 троллейбусов, и маршрут № 3 был продлён от СПЗ (новые площади) до кольцо-депо СТУ. В 1985 году был открыт маршрут № 4 (СПЗ новые площади — Д/к Химиков). С 1979 по 1985 год парк пополнялся троллейбусами ЗиУ-682В, в 1985 году парк пополнился 10 новыми троллейбусами ЗиУ-682В00; при этом было списано 6 троллейбусов ЗиУ-682В. С 1985 по 1986 год парк пополнялся троллейбусами ЗиУ-682В00. В 1985 году был введён маршрут № 5 (СПЗ новые площади — Автовокзал).
С 1986 по 1988 год парк пополнялся троллейбусами ЗиУ-682ВОО И В0А. В 1986 году был введён маршрут № 6 (кольцо-депо СТУ — СПО «АЗОТ»). В 1990 году был введён маршрут № 7 (СПЗ — Стеклопластик).
С 1989 по 1991 год списывались ЗиУ-682В. В 1989 году парк пополнился троллейбусами КТГ-1. В 1989 году один ЗиУ-682В передан в Харцызск и более 3 ЗиУ-682В переданы в Артёмовск.
В 1991 году парк насчитывал 121 машину. В 1993 году парк пополнился 5 новыми троллейбусами ЗиУ-682Г00; это были последние ЗиУ, поступившие в Северодонецк. В 1993 году парк пополнился новым троллейбусом ЮМЗ Т1, подарок городу сделала Северодонецкая ТЭЦ. В 1993 году был закрыт маршрут № 3 и продлён маршрут № 5 (Автовокзал — «СПО АЗОТ»). С 1993 по 1995 год списали 10 троллейбусов ЗиУ-682В и КТГ-1. С 1994 по 1995 год парк пополнился новыми троллейбусами ЮМЗ Т1.

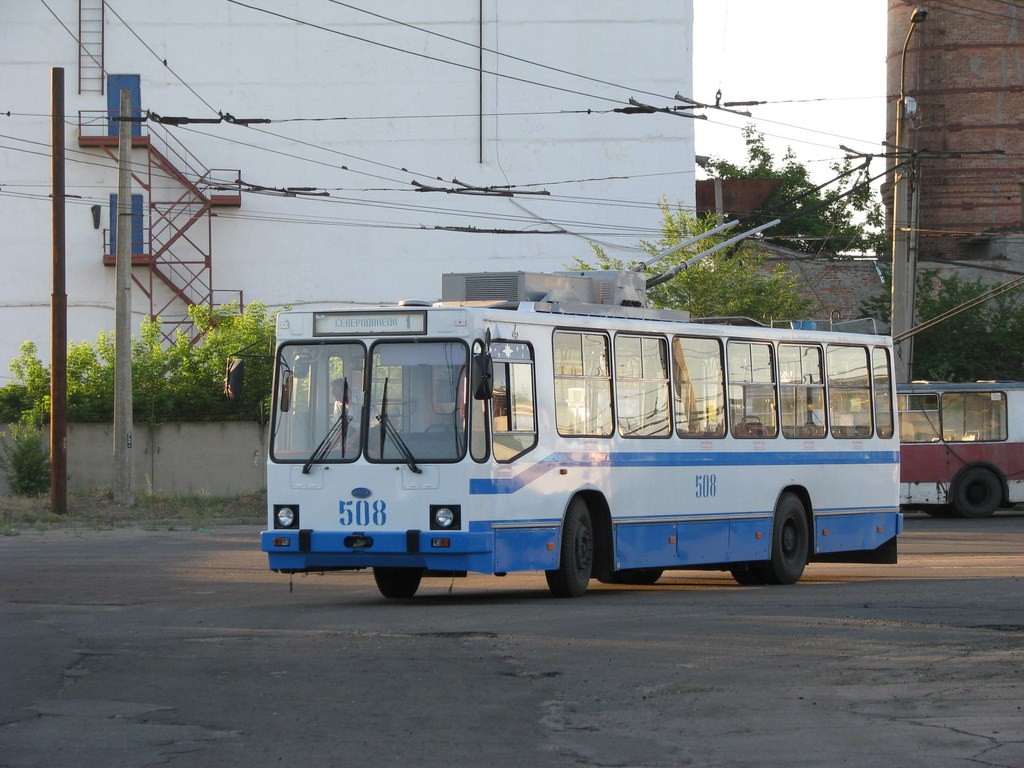
Новый троллейбус ЮМЗ Т2 № 508.

В 2001 году город выделяет 100 тыс. грн на ремонт кузовов 5-ти троллейбусов ЗиУ-682В00 и В0А, которые прошли полный капитальный ремонт на Белоцерковском авиаремонтном заводе. В 2002 году парк получил из Киева троллейбус ЮМЗ Т2 (1996 года выпуска). Это был подарок перед выборами в Верховную Раду Украины от городского головы Киева Омельченко. В 2005 году парк пополнился новым троллейбусом ЮМЗ Т2. Это был первый за 10 лет новый троллейбус в Северодонецке. В 2006 году парк пополнился двумя новыми троллейбусами ЮМЗ Т2 и ЮМЗ Т2.09 (горный). В октябре 2006 года, после 14 лет перерыва, парк пополнился двумя новыми троллейбусами из России. Это были троллейбусы завода ТролЗа (бывшие ЗиУ) ЗиУ-682Г.016.03. Осенью 2008 года в Северодонецкое троллейбусное управление поступили два новых троллейбуса из Днепропетровска Днепр Е-187. В 2008 году парк получил из Киева два троллейбуса ЮМЗ Т2 (2000 года выпуска). Это был подарок от городского головы Киева Черновецкого. 27 февраля 2009 года в Северодонецкое троллейбусное управление поступил новый троллейбус ЮМЗ Т2 — первый троллейбус с транзисторной системой управления (ТрСУ). 15 мая 2010 года парк получил ещё одну партию троллейбусов из Киева два троллейбуса ЮМЗ Т2 (2000 года выпуска). В 2011 году парк пополнился 10-ю новыми троллейбусами белорусского производства «Белкоммунмаш» АКСМ-32100А, купленными ЧАО СПО «АЗОТ». В период  с 14 по 29 ноября 2018 года временно была прекращена работа троллейбуса из-за задолженности перед ООО "Луганское энергетическое объединение" в размере 956 796 грн. C 27 июля 2019 года заработал новый маршрут №8, при этом в него включили  часть старой трассы 4-го маршрута по Центральному проспекту. Сам маршрут №8 следования стал таким  от : Троллейбусного управления — ул. Курчатова — ул. Новикова — Центральный просп. — ДК Химиков.С 3 ноября 2019 года троллейные маршруты №1,№2,№5,№6 были укорочены ,так теперь №1,№2 и №5 производят разворот по перекрестку улица Пивоварова - Проспект Химиков, а маршрут  №6 производит разворот по перекрестку улица Автомобильная - Проспект Гвардейский.
В Северодонецк 18 августа 2021 года поступил первый низкопольный троллейбус Дніпро-Т203 с автономным ходом на 20 км,данный троллейбус предназначен для работы на участках без контактной сети. 
По состоянию на 1 января 2016 года в парке имеется 36 троллейбусов. Общая протяжённость маршрутов составляет 81,2 км, на которых расположено 89 остановок.С 27 февраля 2022 года из-за боевых действий, движение было прекращено. Инфраструктура получила сильные повреждения.

## Подвижной состав
- «ЗиУ-9» c 1978 по 1993 год был единственным типом подвижного состава.
- С 1993 по 2008 год эксплуатировались сочленённые троллейбусы ЮМЗ Т1.
- С 1993 по 2012 год эксплуатировались троллейбусы ЗиУ-682Г00.
- С 2002 года начали эксплуатировать троллейбусы ЮМЗ Т2, в 2010 году их количество достигло 9 единиц.
- С 2003 по 2022 год эксплуатировались  троллейбусы  ЮМЗ Т1Р (Т2П)
- С 2011 года начали эксплуатировать троллейбусы типа АКСМ-32100А.
- Максимальное число троллейбусов было более 100 с 1990 по 1995 год.

| Марка троллейбусов | Количество на сегодня/за все годы | Парковые номера                                              | Начало эксплуатации в Северодонецке |
| ------------------ | --------------------------------- | ------------------------------------------------------------ | ----------------------------------- |
| ЗиУ-682В           | 0/71                              | 01-71                                                        | с 1978 по 2001 год.                 |
| ЗиУ-682В00         | 0/43                              | 72-87,089,090,092,094-098,99,100-108,109-111,116,121-127,131 | с 1985 по 2023 год.                 |
| ЗиУ-682В1          | 0/1                               | 74                                                           | с 1985 по 1996 год.                 |
| ЗиУ-682В10         | 0/3                               | 77-78,81                                                     | с 1985 по 1989 год.                 |
| ЗиУ-682В0А         | 0/11                              | 093,112-120,128-129                                          | с 1989 по 2023 год.                 |
| ЗиУ-682Г00         | 0/5                               | 091,130,132-134                                              | с 1993 по 2013 год.                 |
| ЗиУ-682Г-016.03    | 0/2                               | 135-136                                                      | с 2006 по 2023 год.                 |
| Днепр-Е187         | 0/2                               | 137-138                                                      | с 2008 по 2023 год.                 |
| КТГ-1              | 0/3                               | ТГ-1,ТГ-3,555                                                | с 1978 по 2023 год.                 |
| ЮМЗ Т1             | 0/3                               | 201-203                                                      | с 1993 по 2008 год.                 |
| ЮМЗ Т1Р (Т2П)      | 0/3                               | 201-203                                                      | с 2003 по 2022 год.                 |
| ЮМЗ Т2             | 0/8                               | 202,501-502,504-507,510                                      | с 2002 по 2023 год.                 |
| ЮМЗ Т2.09          | 0/1                               | 503                                                          | с 2006 по 2023 год.                 |
| ЮМЗ Т2 мод.7       | 0/1                               | 508                                                          | с 2009 по 2023 год.                 |
| АКСМ-32100А        | 6/10                              | 401,402,405,407,408,410                                      | с 2011 по н. в.                     |
| Днепр-Т203         | 3/2                               | 301,302 В результате боевых действий сгорел 303              | с 2021 по н. в.                     |

| Получены б/у троллейбусы из других городов | Город | Количество полученных | Парковые номера     | Эксплуатация   |
| ------------------------------------------ | ----- | --------------------- | ------------------- | -------------- |
| ЮМЗ Т2                                     | Киев  | 5                     | 501,506,507,509,510 | с 2002 по 2023 |

### Схемы окраски троллейбусов
- 1980-х годов

Первые троллейбусы, которые открывали движение в городе были производства завода ЗиУ. Пришедшая первая партия из 10-ти троллейбусов была окрашены в светло-жёлтый цвет. Остальные машины поступившие были окрашены в белый или кремовый цвет с красной «юбкой». Так же были некоторые машины окрашены в белый цвет с зелёной «юбкой».
В конце 1980-х годов заводская окраска изменилась. Новые модели троллейбусов ЗиУ стали красить в белый цвет с широкой полосой, шедшей вдоль кузова. Цвет полосы был различным, в зависимости от партии машин — красным, голубым, синим, зелёным. Троллейбусы в такой окраске поступали в депо вплоть до 1993 года.
- 1990-х годов

Первый троллейбус ЮМЗ-Т1 поступивший в 1993 году был оранжевого цвета с белой полосой под окнами и серой «юбкой», так же в серый цвет были окрашены двери, два других ЮМЗа поступивших в депо с 1994 по 1995 год были окрашены в синей и серый цвет с белой полосой под окнами. В 1995 году на троллейбусе ЗиУ-682В0А № 112 появилась первая коммерческая реклама — это была реклама пива «Оболонь», но в 1998 году из-за замыкания проводки троллейбус сгорел.(троллейбус горел в 2002 году и позже был отремонтирован. Замыкание было в серводвигателе) В конце 90-х годов троллейбусы выглядели ужасно. Выгоревшая окраска и ржавые потёки по кузову были почти на каждом троллейбусе, денег едва хватало для покраски 3-4 троллейбусов в год. Но при парке 76 единиц это была капля в море, а коммерческая реклама не была ещё массовым явлением, да и сами предприниматели неохотно шли на это.
- 2000-х годов

В 2000 году прошедшие капремонт на БАРЗе (Белоцерковском авиаремонтном заводе) троллейбусы ЗиУ-682В00 и В0А были покрашены полностью в белый цвет с синей «юбкой» и с узкими синими полосами по центру кузова. В этой окраске троллейбусы проработали 4 года, после были перекрашены в коммерческую рекламу. Единственный троллейбус, который сохранил сегодня заводскую окраску БАРЗа — это ЗиУ-682В0А № 110. С 2004 года все троллейбусы стали регулярно красить и им вернули заводскую окраску — белого цвета с широкой полосой красного, голубого, синего, зелёного цветов.
Летом 2008 года ко Дню города спортивная команда «Запросто!» разрисовала в стиле граффити один из городских троллейбусов — ЗиУ-682В0А № 114. Также в конце 2008 года троллейбус ЗиУ-682В00 № 098 был окрашен в цвета государственного флага Украины. В 2011 году поступили троллейбусы АКСМ-32100А, эти троллейбусы окрашены в белый цвет с зелёной «юбкой», таких машин всего три, все остальные имеют полностью салатовый цвет кузова. Так как все эти троллейбусы были куплены за счёт средств ЧАО «Северодонецкого объединения Азот» и «Надра» банка, их обклеили коммерческой рекламой. Также летом 2011 года после прохождения планового ремонта троллейбус ЮМЗ-Т1Р (Т2П) № 201 был окрашен в цвета государственного флага Украины, таким образом в городе теперь два троллейбуса окрашенных в государственную символику.
Сегодня троллейбусы работают как в заводской, так и в рекламной окраске, а один из них — в стиле граффити.

### Служебные троллейбусы
- КТГ

Первые служебные троллейбусы северодонецкого депо были, как и во многих городах СССР, — КТГ (грузовой троллейбус). Эти два троллейбуса поступили в депо в конце 1978 года и использовались в качестве грузовых троллейбусов для перевозки готовой продукции с предприятий на городские склады или железнодорожные станции, а ночью часто забирали из магазинов стеклотару. В качестве грузовых троллейбусов они проработали в депо до 1994 года. Также один КТГ с 1986 года работал в качестве техпомощи. С 1995 года эти троллейбусы стали выполнять функцию эвакуаторов троллейбусов с места поломки. С 1978 года на баланс депо поступило 3 таких троллейбуса, последний поступил в 1989 году. Два первых КТГ были списаны с баланса в 2000 году и один из них стал складом металла на территории депо. На последнем КТГ с 1998 года нет двигателя внутреннего сгорания для работы в местах, не имеющих контактной сети. Его сняли с эксплуатации после «арбузного» инцидента. В 1997 году работники СТУ поехали в пригород — в село Смоляниново — за арбузами, решив украсть ночью 20 арбузов. Они приехали на арбузное поле и начали складировать арбузы в кузов троллейбуса. Но местные жители, увидевшие троллейбус в поле, были удивлены не воровству арбузов, а наличию троллейбуса в поле. На это шоу прибежали посмотреть все жители села, а после прибыла милиция. На следующий день об этом знало всё руководство депо, и зимой при плановом ремонте было принято решение о снятии с троллейбуса двигателя внутреннего сгорания, чтобы больше не было таких инцидентов.
- ЗиУ

На базе троллейбуса ЗиУ-682В № 001 была создана учебная машина, а на базе троллейбуса ЗиУ-682В № 015 создан троллейбус-буфет. Троллейбус-буфет проработал всего 7 лет и он в основном обслуживал маршрут № 6. Но решение депо о создании диспетчерского пункта и столовой на конечной остановке «Северной» привело к ликвидации такого троллейбуса. Единственным долгожителем в виде служебного ЗиУ был ЗиУ-682В № 001. Он проработал 15 лет в качестве учебной машины и его собирались сделать музейной машиной, но из-за нехватки денег и ряда проблем в депо машину списали в 2001 году. С этого времени в Северодонецке окончательно завершили эксплуатацию троллейбусов модели ЗиУ-682В.

## Служба энергохозяйства

### Контактная сеть
Протяжённость контактной сети в городе составляет 54,5 км, из них служебная около 7,5 км (2,5 км в депо и 5 км маршрута № 4). Виды подвески контактной сети, которые наиболее распространены: простая некомпенсированная подвеска на гибких поперечинах и продольно-цепная подвеска на кронштейне. Для разветвления и пересечения линий используются: управляемые стрелки типа СТУ-5, сходные стрелки СТС-5, пересечения МПИ-5.

### Тяговые подстанции и питающие линии
В городе существует шесть тяговых подстанций. Подстанция № 6 с 2000 по 2008 год не работала из-за неисправности, в конце 2008 года была восстановлена, так как на маршруте № 6 увеличилось количество троллейбусов. Питающие линии контактной сети полностью выполнены в виде подземных кабелей. Энергоснабжение подстанций осуществляется по кабельным линиям 6 кВ.
- Тяговая подстанция № 1 — Введена в эксплуатацию в 1978 году.
- Тяговая подстанция № 2 — Введена в эксплуатацию в 1978 году.
- Тяговая подстанция № 3 — Введена в эксплуатацию в 1980 году.
- Тяговая подстанция № 4 — Введена в эксплуатацию в 1985 году.
- Тяговая подстанция № 5 — Введена в эксплуатацию в 1986 году.
- Тяговая подстанция № 6 — Введена в эксплуатацию в 1989 году.

## Троллейбусное депо

Депо
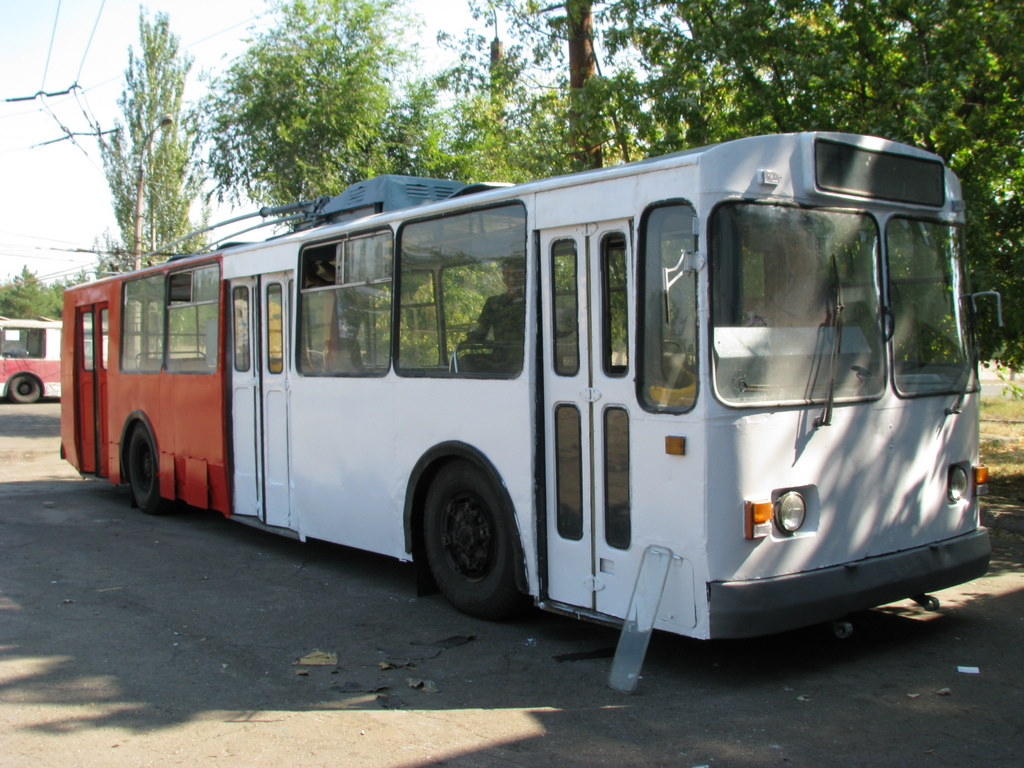
Окраска кузова троллейбуса в рекламу
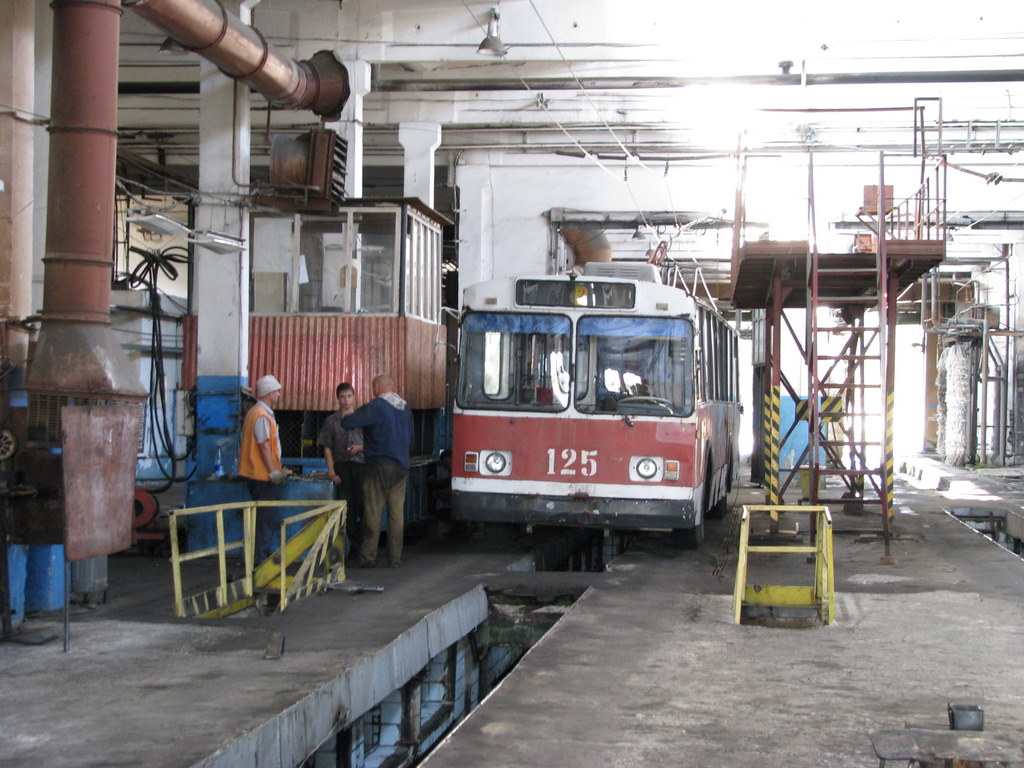
Смотровая яма и цех ТО-2
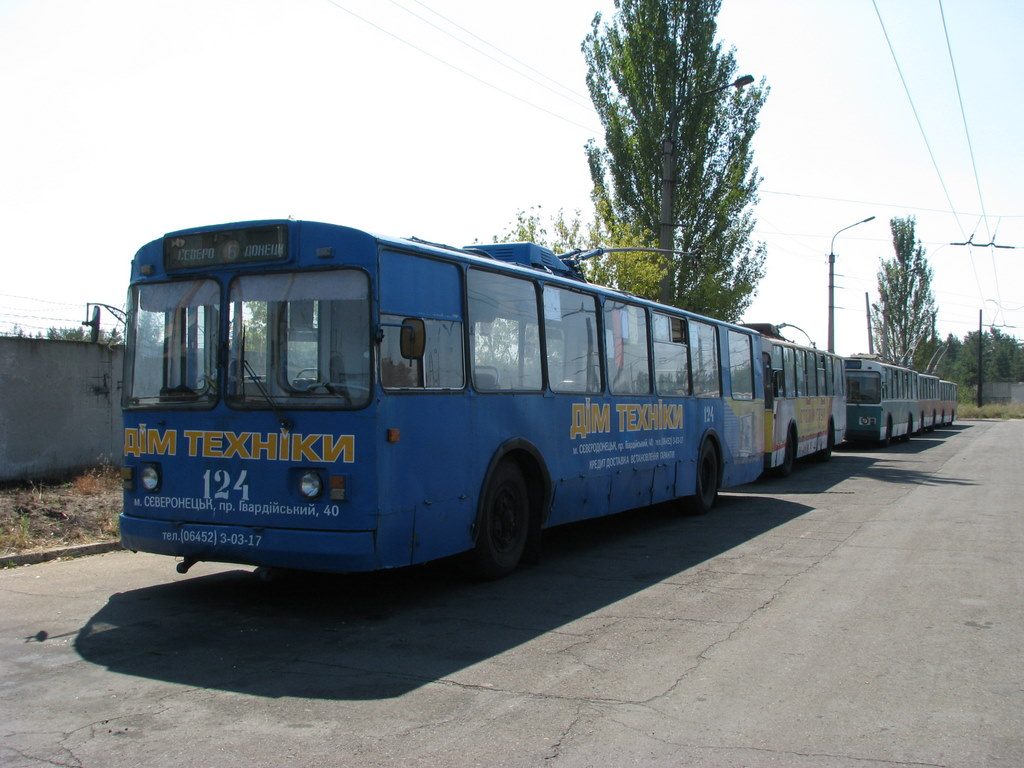
Полигон

- Депо № 1 рассчитанное на 100 машино-мест введено в эксплуатацию в 1978 году.

В депо имеется 3 проездных смотровых ямы на 10 троллейбусов и 2 ремонтных бокса на 5 троллейбусов. Есть также малярный цех, но с середины 90-х он не используется. С 90-х годов в депо работает база для капитального ремонта троллейбусов, также есть совмещённый бокс для машин контактной сети на 4 машино-места.
- Проект депо № 2 — Планировалось построить в 1992 году.

Должно было обслуживать перспективные маршруты: 3, 7, 8, 9, 10.
Вместимость на 100 машиномест.
Начатые в 1990 году работы по строительству депо были приостановлены в 1992 году, попытка восстановить строительство депо в 1994 году ни к чему не привела.
В депо планировалось построить 4 проездных смотровых ямы на 20 троллейбусов и 3 ремонтных бокса на 10 троллейбусов, малярный цех на 6 машин, а также отдельный гараж для машин контактной сети на 5 машиномест.